# Matías Padilla
Matías Rafael Padilla (Concepción del Uruguay, Entre Ríos, Argentina, 7 de enero de 1983) es un exfutbolista argentino.

## Trayectoria
| Club                      | País      | Año         |
| ------------------------- | --------- | ----------- |
| Gimnasia y Esgrima (CdU)  | Argentina | 2001 - 2003 |
| Temperley                 | Argentina | 2003 - 2004 |
| Atlético Uruguay          | Argentina | 2004 - 2005 |
| Boca Unidos de Corrientes | Argentina | 2005 - 2008 |
| Gimnasia y Esgrima (CdU)  | Argentina | 2008 - 2011 |
| Guarani AF                | Argentina | 2011        |
| Gimnasia y Esgrima (CdU)  | Argentina | 2012        |
| Cipolletti de Río Negro   | Argentina | 2013        |
| Atlético Uruguay          | Argentina | 2015        |

- Datos: Q6006681